# Adolescence
Adolescence és una minisèrie dramàtica de Netflix del 2025 creada i escrita per Jack Thorne i Stephen Graham i dirigida per Philip Barantini. S'ha subtitulat al català.
Filmat en un pla seqüència, un alumne de 13 anys és detingut per l'assassinat d'una companya de classe.
La sèrie es va anunciar el març de 2024. Es tracta d'un drama de ficció criminal de quatre episodis explicat en temps real, amb un estil d'una sola presa, amb Phillip Barantini com a director. Warp Films, Matriarch Productions i Plan B Entertainment van produir la sèrie per Netflix. Jo Johnson n'és la productora, i Graham, Thorne i Barantini en són els productors executius amb Mark Herbert, Emily Feller, Hannah Walters, Jeremy Kleiner, Dede Gardner i Nina Wolarsky.
Ashley Walters i Erin Doherty també formen part del repartiment principal. El rodatge va començar al Regne Unit el juliol de 2024 i va acabar cap a l'octubre de 2024. Els llocs de rodatge inclouen South Kirkby, South Elmsall i Sheffield.
La sèrie es va estrenar a Netflix el 13 de març de 2025 amb subtítols en català.

## Argument
Quan Jamie Miller, un adolescent de 13 anys, és acusat de l’assassinat d’una companya de classe en un apunyalament brutal, el seu entorn més proper es veu profundament sacsejat. La sèrie explora les conseqüències emocionals i socials del crim des del punt de vista de l'acusat, posant el focus en la seva família, el seu terapeuta i els investigadors del cas. A mesura que avança la investigació, la policia, liderada per l’inspector interpretat per Ashley Walters, intenta reconstruir els fets mentre afronta la pressió mediàtica i les complexitats del sistema judicial juvenil.
Paral·lelament, la família de Jamie lluita per entendre què ha passat i per defensar el seu fill, mentre que els professionals que intervenen en el cas intenten determinar si el jove és realment culpable o víctima d’un malentès. L’entorn escolar esdevé un escenari clau per comprendre la dinàmica entre els adolescents i els factors que podrien haver desencadenat el crim. A través d’aquesta perspectiva, la sèrie planteja qüestions profundes sobre la violència juvenil, la responsabilitat social i la manera com la societat tracta els joves acusats de delictes greus.

## Repartiment

### Principal
- Owen Cooper com a Jamie Miller (3 episodis, 2025)
- Stephen Graham com a Eddie Miller (3 episodis, 2025)
- Ashley Walters com a DI Luke Bascombe (2 episodis, 2025)
- Faye Marsay com a DS Misha Frank (2 episodis, 2025)
- Christine Tremarco com a Manda Miller (2 episodis, 2025)
- Amelie Pease com a Lisa Miller (2 episodis, 2025)
- Bidi Iredale com a Eileen (2 episodis, 2025)
- Austin Haynes com a Fredo (2 episodis, 2025)

### Secundari
- Erin Doherty com a Briony Ariston (1 episodi, 2025)
- Tajinder Singh Chana com a Charlie (1 episodi, 2025)
- Jo Hartley com a Mrs. Fenumore (1 episodi, 2025)
- Douglas Russell com a Victor (1 episodi, 2025)
- Robbie O'Neill com a Mr. Garfield (1 episodi, 2025)
- Kaine Davis com a Ryan (1 episodi, 2025)
- Claudius Peters com a Frank (1 episodi, 2025)
- Liam Hawkins-Finnegan com a Paul (1 episodi, 2025)
- Lewis Pemberton com a Tommy (1 episodi, 2025)
- Amari Bacchus com a Adam Bascombe (1 episodi, 2025)
- Kaya Moore com a Terry (1 episodi, 2025)
- Anne Hornby com a Tonia Simpson (1 episodi, 2025)
- Connor Calland com a PC Jenkins (1 episodi, 2025)
- Joe Barber com a Quint (1 episodi, 2025)
- Hannah Walters com a Mrs. Bailey (1 episodi, 2025)
- Jon Furlong com a Derek (1 episodi, 2025)
- Craig Cheetham com a Mr. Hutchinson (1 episodi, 2025)
- Neil Bell com a Sgt Golding (1 episodi, 2025)
- Adam Khan com a Tau (1 episodi, 2025)
- Jay Johnson com a PC Grogan (1 episodi, 2025)
- Charlie McSweeney com a Shaun (1 episodi, 2025)
- Faye McKeever com a Erica (1 episodi, 2025)
- Fatima Bojang com a Jade (1 episodi, 2025)
- Mark Stanley com a Paulie Barlow (1 episodi, 2025)
- Alfie Ward com a Moray (1 episodi, 2025)
- Emilia Holliday com a Katie (1 episodi, 2025)
- Melissa Johns com a Carla (1 episodi, 2025)
- Jonathon Ojinnaka com a Mr. Curtis (1 episodi, 2025)
- Elodie Grace Walker com a Georgie (1 episodi, 2025)
- Faraz Ayub com a Mr. Malik (1 episodi, 2025)
- Amelia Minto com a Billie (1 episodi, 2025)

### Actors no acreditats
- Noah Mason com a Backpack Kid (2 episodis, 2025)
- Mark Wilkinson com a Veí (1 episodi, 2025)
- Darryl Bradford com a Empleat de Wainrights (1 episodi, 2025)
- Samuel W Hodgson com a Client (1 episodi, 2025)
- Lizzie Huly com a Policia (1 episodi, 2025)
- Maria Pike com a Dona comprant pintura (1 episodi, 2025)
- Linda Krupinski com a Vianant (1 episodi, 2025)

## Episodis
| Episodi | Títol                      | Director         | Guionista                    | Data emissió original | Durada |
| --- | -------------------------- | ---------------- | ---------------------------- | --------------------- | ------ |
| 1 | «Episodi 1» «Episodi #1.1» | Philip Barantini | Jack Thorne i Stephen Graham | 13 de març de 2025    | 65 min |
| L'inspector Luke Bascombe i la sergent Misha Frank dirigeixen una batuda policial a casa de la família Miller: el pare Eddie, la mare Manda, la filla Lisa i el fill Jamie de 13 anys. Detenen en Jamie sota sospita d'assassinat i el porten a la comissaria. En Jamie afirma la seva innocència mentre és processat i traslladat a una cel·la. L'Eddie accepta ser l'adult acompanyant d'en Jamie durant l'interrogatori. Bascombe i Frank pregunten en Jamie sobre Katie Leonard, una noia del seu curs que ha estat assassinada. Quan mostren imatges de videovigilància d'en Jamie apunyalant la Katie, pare i fill s'enfonsen emocionalment a la sala d'interrogatoris.     |                            |                  |                              |                       |        |
| 2 | «Episodi 2» «Episodi #1.2» | Philip Barantini | Jack Thorne i Stephen Graham | 13 de març de 2025    | 51 min |
| Tres dies després de l'assassinat, Bascombe i Frank visiten l'institut d'en Jamie i la Katie per parlar amb els companys de classe, buscant el motiu i l'arma del crim. El fill de Bascombe, l'Adam, també és estudiant allà. L'amic d'en Jamie, en Ryan, fuig quan li pregunten sobre l'arma, però finalment és capturat i confessa que el ganivet utilitzat era seu. L'Adam revela que la Katie feia ciberassetjament contra en Jamie a Instagram, acusant-lo de ser un "incel". En Ryan és detingut per conspiració mentre l'Eddie visita el lloc de l'assassinat per deixar-hi flors.                                                                                         |                            |                  |                              |                       |        |
| 3 | «Episodi 3» «Episodi #1.3» | Philip Barantini | Jack Thorne i Stephen Graham | 13 de març de 2025    | 53 min |
| Set mesos després, la psicòloga Briony Ariston visita en Jamie al centre de detenció juvenil per preparar un informe previ al judici. En Jamie està molest perquè en Ryan passa el període previ al judici a casa. Durant l'entrevista, l'estat d'ànim d'en Jamie fluctua entre l'amabilitat, la paranoia i l'agressivitat. Explica com, després que les fotos íntimes de la Katie circulessin per l'escola, ell li va demanar sortir pensant que estaria "vulnerable", però ella el va rebutjar i després va escriure comentaris despectius sobre ell a Instagram. La sessió acaba abruptament després d'una sèrie d'esclats de ràbia que deixen la Briony visiblement afectada. |                            |                  |                              |                       |        |
| 4 | «Episodi 4» «Episodi #1.4» | Philip Barantini | Jack Thorne i Stephen Graham | 13 de març de 2025    | 60 min |
| Tretze mesos després del crim, en el 50è aniversari de l'Eddie, la furgoneta d'aquest apareix vandalitzada amb pintura. La família intenta tornar a la normalitat mentre en Jamie espera el judici. L'Eddie es troba amb els adolescents responsables i els amenaça, abans de llançar un pot de pintura contra la seva pròpia furgoneta per ràbia. De camí a casa, en Jamie truca per anunciar que es declararà culpable. A casa, l'Eddie i la Manda s'autoculpen per no haver prestat prou atenció a la radicalització en línia del seu fill. L'Eddie visita l'habitació buida d'en Jamie i plora intensament, desitjant haver estat un millor pare.                             |                            |                  |                              |                       |        |